# Stamford (Nebraska)
Stamford es una villa ubicada en el condado de Harlan en el estado estadounidense de Nebraska. En el Censo de 2010 tenía una población de 183 habitantes y una densidad poblacional de 149,06 personas por km².

## Geografía
Stamford se encuentra ubicada en las coordenadas 40°7′53″N 99°35′40″O / 40.13139, -99.59444. Según la Oficina del Censo de los Estados Unidos, Stamford tiene una superficie total de 1.23 km², de la cual 1.23 km² corresponden a tierra firme y (0%) 0 km² es agua.

## Demografía
Según el censo de 2010, había 183 personas residiendo en Stamford. La densidad de población era de 149,06 hab./km². De los 183 habitantes, Stamford estaba compuesto por el 97.27% blancos, el 0% eran afroamericanos, el 0% eran amerindios, el 0% eran asiáticos, el 0% eran isleños del Pacífico, el 1.64% eran de otras razas y el 1.09% pertenecían a dos o más razas. Del total de la población el 3.83% eran hispanos o latinos de cualquier raza.